# Scaptomyza horaeoptera
Scaptomyza horaeoptera är en tvåvingeart som beskrevs av Tsacas och Timothy M. Cogan 1976. Scaptomyza horaeoptera ingår i släktet Scaptomyza och familjen daggflugor. Inga underarter finns listade i Catalogue of Life.